# Kontakt operacyjny (osobowe źródło informacji)
Kontakt operacyjny (KO) – kategoria osobowego źródła informacji Urzędu Bezpieczeństwa i Służby Bezpieczeństwa w latach 1945–1960 i 1970–1989. Jedna z kategorii tajnej i świadomej współpracy o uproszczonych procedurach.
W latach 1945–1960 była to kategoria nieformalna, nieprzewidziana w instrukcji pracy operacyjnej.
W 1970 roku został wyodrębniony w „Instrukcji operacyjnej o pracy Służby bezpieczeństwa resortu spraw wewnętrznych”, stanowiącej załącznik do „Zarządzenia nr 006/70 ministra spraw wewnętrznych z dnia 1 lutego 1970 r. w sprawie pracy operacyjnej Służby Bezpieczeństwa resortu spraw wewnętrznych”. W myśl instrukcji zaliczany był do kategorii „tajni współpracownicy i inne źródła informacji”. Miał być utrzymywany z „obywatelami, którzy wyrażają chęć i możliwość” informowania SB o „dostrzegalnych wrogich i szkodliwych społecznie faktach i zjawiskach”. „Kontakty operacyjne z obywatelami nawiązuje się w celu organizowania dopływu wstępnych informacji interesujących Służbę Bezpieczeństwa w tych wszystkich przypadkach, gdy nie zachodzi potrzeba angażowania tajnych współpracowników”. Wytyczne z 1973 roku stwierdzały, że: „ciągłość, systematyczność i duża efektywność pracy z większością kontaktów operacyjnych wymaga, by były one zarejestrowane i zewidencjonowane”.
Wytyczne dyrektora Departamentu IV MSW z 15 sierpnia 1973 roku w sprawie form i metod pracy operacyjnej zakładały szeroki „wachlarz pracy” z KO. Mieli być wykorzystywani jako:
- „środek uzupełniający, wzbogacający i potwierdzający informacje uzyskiwane od tajnych współpracowników”;
- „narzędzie do oddziaływania na określone grupy i środowiska” w celu „wytwarzania” pożądanych dla SB tendencji, opinii i sytuacji;
- „forma oddziaływania na osobę, z którą utrzymywany jest kontakt, w celu jej neutralizacji, osłabienia aktywności, kierowania jej uwagi w pożądanym” przez SB kierunku, a dzięki temu „oddziaływanie na środowisko lub zespół ludzi, z których się ona wywodzi i które reprezentuje”[2].

Niektóre KO określano jedynie pierwszymi literami imienia i nazwiska, inne – zazwyczaj cenniejsze – często otrzymywały pseudonimy. Pobieranie zobowiązania do współpracy KO zależało od decyzji funkcjonariusza SB.
W latach 70. i 80. kategoria często stosowana wobec członków Polskiej Zjednoczonej Partii Robotniczej.
Tak więc KO podobnie jak TW współpracował w sposób konspiracyjny. KO podobnie jak TW można było wykorzystywać nie tylko do zbierania informacji, ale także do inspirowania działań, na których zależało SB. Podobnie jak w przypadku TW przed pozyskaniem KO odbywano z nim rozmowę werbunkową. Nie pobierano jednak od KO pisemnego zobowiązania do współpracy. Także po werbunku stosowano wobec KO mniej restrykcyjne procedury niż w przypadku TW, np. KO udzielał z reguły ustnych informacji. W praktyce niektórzy KO bywali dla SB cenniejszym źródłem informacji niż niejeden TW.